# Graal-Müritz
Graal-Müritz è un comune del Meclemburgo-Pomerania Anteriore, in Germania.

Appartiene al circondario (Landkreis) di Rostock (targa DBR).